# Maria Piech
Maria Piech ps. Rysia (ur. 3 marca 1950 w Rzeszowie, zm. 24 października 1982 w Brukseli) – polska klawesynistka, członkini zespołu Trio Baroque
Urodziła się w rodzinie Franciszka Piecha i Joanny z d. Nawłoka jako najmłodsze z trojga dzieci uzdolnionych muzycznie. Uczyła się w średniej szkole muzycznej w Rzeszowie w klasie fortepianu. Po maturze studiowała w Państwowej Wyższej Szkole Muzycznej w Krakowie w klasie klawesynu Elżbiety Stefańskiej-Łukowicz, kończąc studia z wyróżnieniem w 1974. W tym samym roku wzięła udział w kursach mistrzowskich w Pradze u Zuzany Ružičkovej. Wstąpiła do Królewskiego Konserwatorium w Brukseli do klasy klawesynu i muzyki kameralnej, otrzymując w 1977 dyplom z wyróżnieniem. W latach 1975–1979 brała udział w dorocznych kursach im. Manuela de Falli w Grenadzie. Kształciła się tam pod kierunkiem Rafaela Puyany, którego uczennicą była także w Paryżu. W 1979 otrzymała pierwszą nagrodę w klasie klawesynu Johana Huysa w Konserwatorium Królewskim w Gandawie. Nagrała liczne utwory solowe dla radia belgijskiego i francuskiego, występowała jako solistka w wielu krajach. 
Była współzałożycielką zespołu Trio Baroque, z którym odbyła wiele tras koncertowych po Europie Zachodniej, a także w Polsce.